# آنتروپی آماری
 انتروپی آماری یک کمیت ترمودینامیکی است که در شیمی‌فیزیک کاربردهای فراوان دارد.

## تعریف انتروپی آماری
بر مبنای تعریف آماری، فرض می‌شود که در واقع می‌توانیم با استفاده از فرمول ارائه شده توسط لودویک بولتزمن در سال 1896، آنتروپی را محاسبه کنیم:
در یک سیستم ترمودینامیکی با پارامترهای ماکروسکوپیکی چون {\displaystyle (X_{1},\cdots ,X_{n})} تعداد حالات میکروسکوپیکی که همگی منجر به حالت ماکروسکوپیک فوق می‌شود را با {\displaystyle \Omega } نشان می‌دهند. {\displaystyle \Omega } به {\displaystyle (X_{1},\cdots ,X_{2})} بستگی دارد. آنتروپی این حالت ماکروسکوپی را با رابطه
{\displaystyle \displaystyle S(X_{1},\cdots ,X_{n})=k\ln \Omega }
تعریف می‌کنند. {\displaystyle k} ثابت بولتزمن است و هم واحد با آنتروپی. در نتیجه واحد آنتروپی J/K می‌باشد؛ (این با واحد R و ظرفیت گرمایی یکی است.)

## منبع
- Peter Atkins and Julio de Paula, Physical chemistry, W. H. Freeman; 8th edition, U.S.A, 2006. ISBN 0-7167-8759-8